# Monge (Q67)
Pour les articles homonymes, voir Monge.
Le Monge est un sous-marin français de la classe Pluviôse, coulé pendant la Première Guerre mondiale après un abordage avec un croiseur de la marine austro-hongroise le 28 décembre 1915.

## Historique

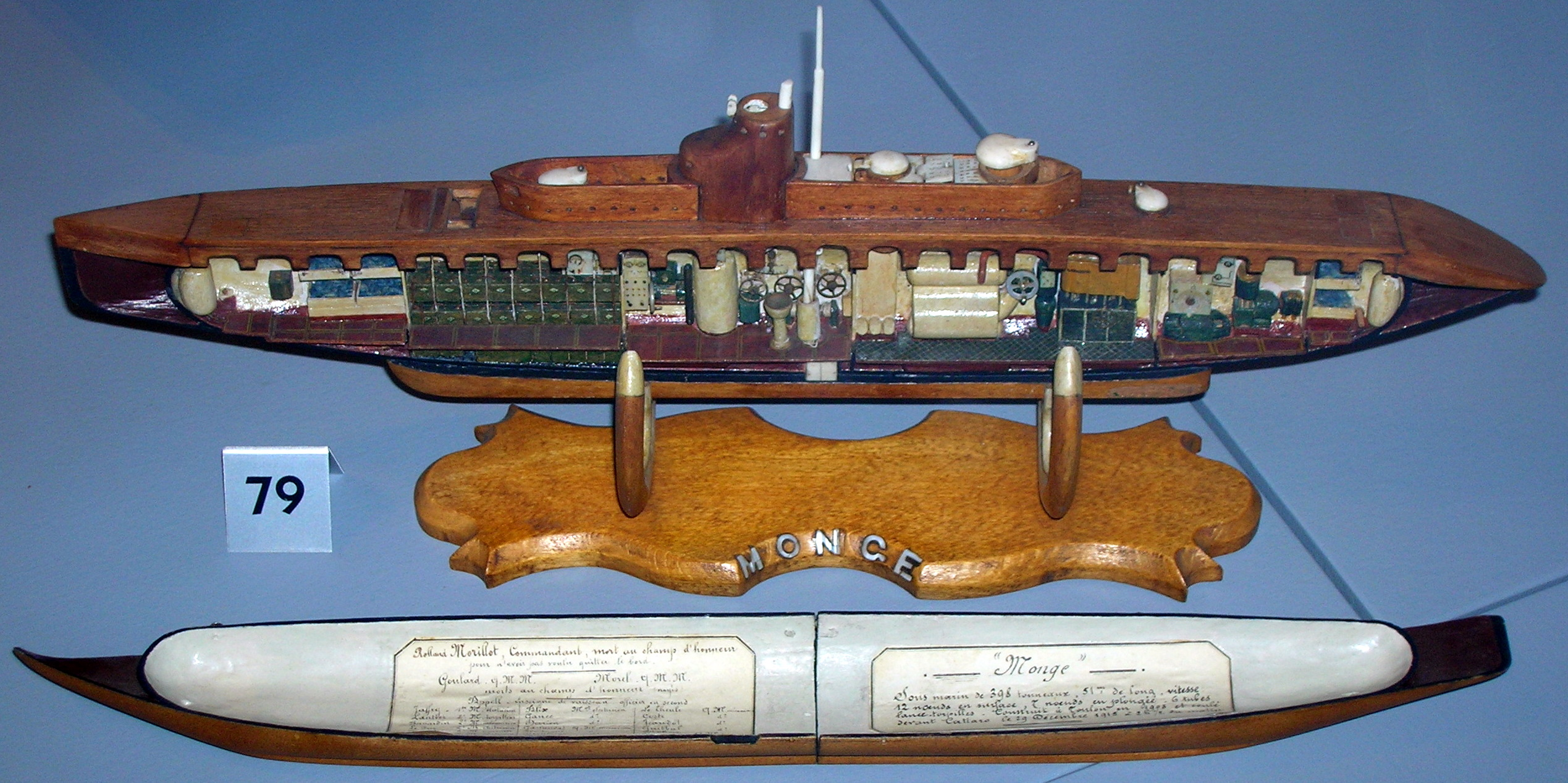
Maquette du sous-marin Monge au Musée national de la Marine.

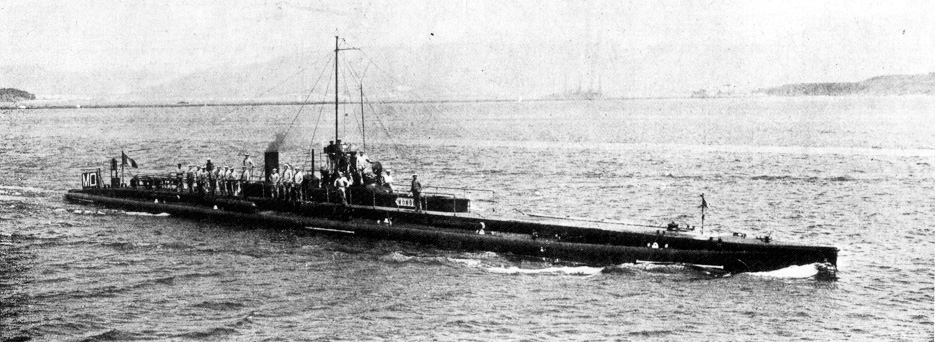
Le Monge

Fin 1915, il est détaché à Brindisi à l'entrée en guerre de l'Italie et participe à la surveillance en Adriatique (blocus de Cattaro et Sebenico). Le 28 décembre, il est éperonné par le croiseur de l'Autriche-Hongrie SMS Helgoland. Le sous-marin coule mais parvient à remonter à la surface. Il est alors canonné par la flottille autrichienne et doit se saborder. L'équipage est évacué mais le commandant Roland Morillot, deux quartiers-maîtres et le chien mascotte du bateau disparaissent avec le bâtiment.

Dans son livre de 1922, Maurice Loir relate les mémoires ou les récits de Baudin, de Bonaparte, de l'amiral P.Bouvet. Page 268, la fin du sous-marin "Monge", 28 novembre 1915.
A cette minute précise, de toute la vitesse de ses 30 nœuds, fonce un quatrième ennemi, que personne n'a vu venir. Il passe comme l'ouragan au-dessus du sous-marin dont il ne soupçonne pas davantage la présence, mais que sa quille heurte assez violemment pour l'envoyer presque par le fond. Le kiosque est défoncé, la mer s'engouffre par le panneau de sécurité encore ouvert. Accident plus grave: le panneau d'embarquement des accumulateurs à reçu un tel renfoncement qu'il fuit comme un panier, laissant tomber de l'eau de mer sur les bacs à acide sulfurique, d'où se dégagent d'abominables vapeurs. Le bateau a pris une pointe de 30 à 40 degrés, l'arrière en bas, jetant tout le monde contre les cloisons des divers compartiments et, dans l'obscurité que produit un court circuit général, ceux du Monge se sentent descendre avec une rapidité vertigineuse...